# Jan Jebavý
Jan Jebavý (10. května 1908 Žabovřesky – 1. října 1942 Mauthausen) byl český oční lékař. Posmrtně byl jmenován profesorem na Masarykově univerzitě. Během německé okupace se připojil k odboji, v říjnu 1941 byl zatčen a následující rok deportován do koncentračního tábora Mauthausen.

## Životopis
Jan Jebavý pocházel ze Žabovřesek, byl synem dělníka Rudolfa Jebavého a Bohumily, rozené Tomkové. Studoval na I. českém státním gymnáziu v Brně, které úspěšně dokončil v roce 1926 maturitou. V letech 1926 až 1932 studoval na lékařské fakultě Masarykově univerzity všeobecné lékařství, kde následně promoval 27. května 1933. V roce 1934 vykonával vojenskou službu a od října téhož roku byl externím lékařem na pediatrické klinice. V roce 1935 se stal sekundárním lékařem na oční klinice. V roce 1936 se oženil se Svatavou Gallusovou. Následující rok se manželům narodila dcera Hana. V letech 1937 až 1941 vyučoval na Masarykově univerzitě.

## Sport
Byl členem sokolské župy Jana Máchala – Sokol Brno I. Vynikal v lehké atletice. Jeho oblíbenou disciplínou byl překážkový běh na 110 metrů překážek.

## Odbojová činnost
Za okupace došlo v září roku 1939 k jeho prvnímu zatčení při akci Albrecht I., z preventivních důvodu v důsledku napadení Polska německými armádou. V říjnu 1939 došlo k jeho propuštění. Po propuštění obnovil styk s odbojovou organizací Obrana národa a stál se členem její politické skupin. Současně působil v komisi pro styk se župami. Od jara 1940 se účastnil tzv. jugoslávské akce, která měla za cíl sběr informací pro britskou ambasádu v Bělehradě a její kontrarozvědku. Druhé zatčení proběhlo 8. října 1941, které mělo za cíl zlikvidovat všechny sokolské jednotky. Dne 27. listopadu 1941 byl v nepřítomnosti odsouzen stanným soudem bez jakéhokoliv důkazu za protiněmecké jednání a byl předán Gestapu. Z provizorního brněnského vězení byl v lednu 1942 deportován do KT Mauthausen jako nežádoucí bez možnosti návratu. Z koncentračního tábora Mauthausen měl být odeslán do KT Dachau, termín deportace byl neustále odkládán. Jan Jebavý se v důsledků otřesných podmínek v koncentračním táboře nakazil tuberkulózou, kterou jeho přítel Václav Tomášek skrýval před ostatními spoluvězni. Jiný spoluvězeň, nejspíše nedostudovaný medik, si vyžádal vyšetření. Následně byl Jan Jebavý přeložen na jiný barák, a zde byl 1. října 1942 zavražděn injekcí do srdce, kterou mu aplikovali pomocníci táborového lékaře SS Eduarda Krebsbacha.

## Ocenění
- Československý válečný kříž 1939 posmrtně
- Usnesením prezidenta republiky ze dne 20. června 1947 byl Jan Jebavý jmenován profesorem oftalmologie na Masarykově univerzitě, zpětně od 1. května 1942

## Pomníky

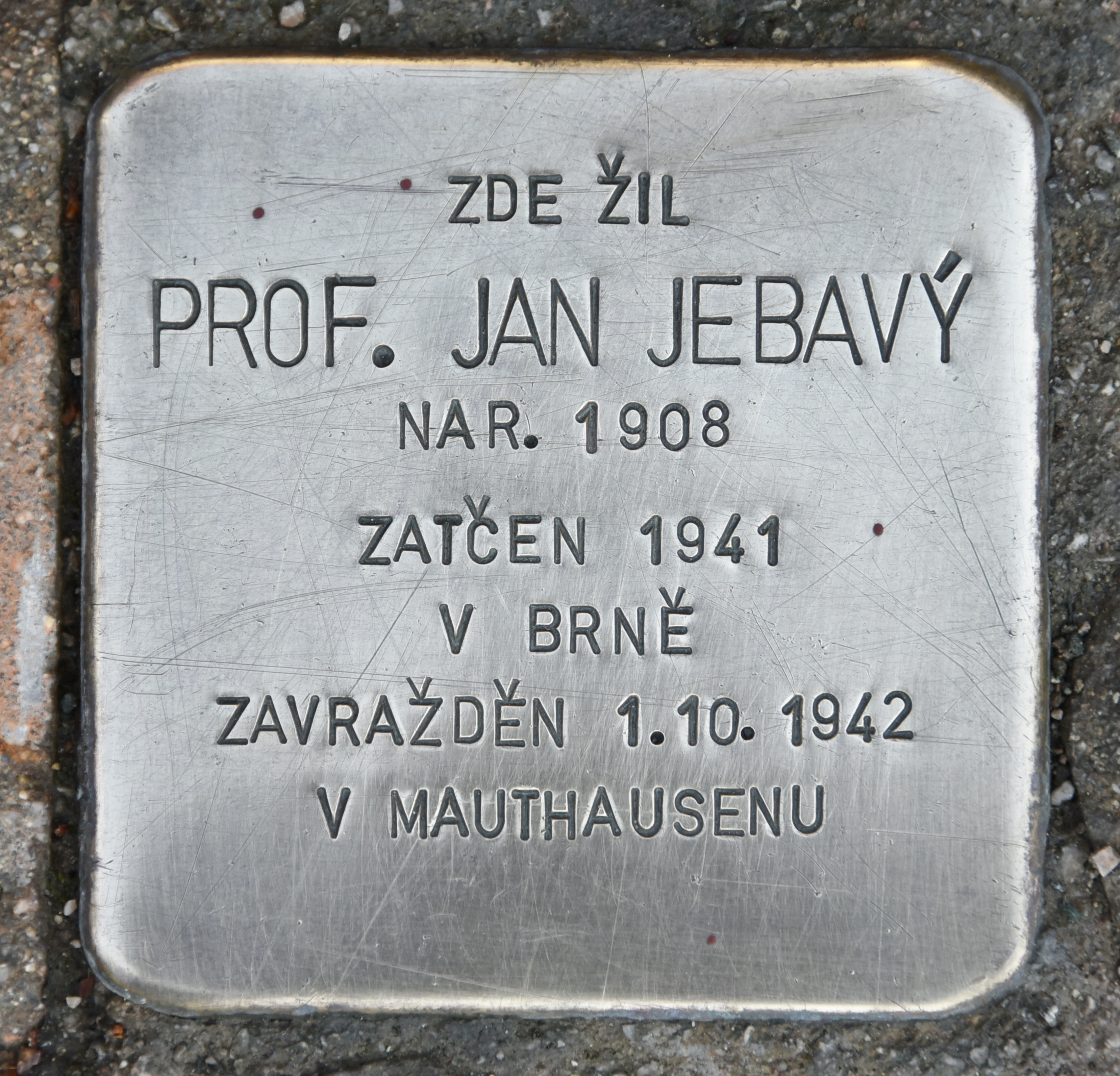
Kámen zmizelých Jana Jebavého

- 7. září 1946 odhalení pomníku na stadionu Sokola Brno I.
- Dne 23. listopadu 1947 byla v Sokole Brno I. odhalena pamětní deska obětem druhé světové války.
- Dne 23. listopadu 1947 Odhalení poprsí s pamětní deskou pro oběti druhé světové války z řad studentů a učitelů na střední škole třída Kpt. Jaroše 14/03.
- V 6. května 1950 byla studenty, zaměstnanci na Lékařské fakultě Masarykovy univerzity odhalena pamětní deska pro oběti druhé světové války.
- Dne 17. září 2014 Gunter Demnig položil kámen zmizelých v Heinrichově ulici 215/30.